# Delocharis
Delocharis là một chi bướm đêm thuộc họ Geometridae.